# Arktična kulturna krajina Laponska
Arktična kulturna krajina Laponska, kratko Laponia je veliko gorsko območje z divjimi živalmi v regiji Laponska na severu Švedske, natančneje v občinah Gällivare, Arjeplog in Jokkmokk. Ime izvira iz latinskega imena za Laponsko.
Leta 1996 je bila uvrščena na seznam svetovne dediščine UNESCO; večina območja je bila zaščitena že od začetka 20. stoletja. Območje je bilo uvrščeno na seznam svetovne dediščine zaradi naravnih in kulturnih razlogov.
Skupna površina je približno 9400 kvadratnih kilometrov, zaradi česar je največje nespremenjeno naravno območje na svetu, ki ga še vedno obdelujejo domorodci – v tem primeru so to Sami, ki se ukvarjajo z rejo severnih jelenov. Le dele območja dejansko uporabljajo za pašo. Zaradi tako velikega prostora se geografija območja zelo razlikuje; prevladujejo gore, reke in jezera. Vsak naravni rezervat in narodni park ima svoje posebnosti. Količina snega pozimi in dežja poleti je precejšnja.

## Razdelitev in opis
Zavarovano območje trenutno obsega 9400 kvadratnih kilometrov (za primerjavo: Korzika = 8680 km²). Leži severno od arktičnega kroga in na zahodu meji na Norveško. Območje svetovne dediščine vključuje štiri narodne parke (Muddus, Sarek, Padjelanta in Stora Sjöfallet) ter naravne rezervate Sjaunja, Stubba, Sulitelma, Tjuoltadalen in Rapadalen. V skladu s švedskim načrtom narodnih parkov iz leta 2007 naj bi bili slednji trije naravni rezervati v prihodnosti vključeni med narodne parke na nacionalni ravni. Predvsem na jugu in vzhodu območja so še druga velika zavarovana območja, večinoma naravni rezervati na gozdnatih območjih blizu hribov in z visoko ekološko vrednostjo. Na zahodu majhen norveški narodni park Rago neposredno meji na Laponsko.
V zahodni Laponski leži jezersko bogata planota Padjelantas, ki se proti vzhodu razteza v visokogorska območja Sarek in Stora Sjöfallets, katerih vrhovi se ponašajo z več ledeniki. Sarek – znan po svojih globokih dolinah v obliki črke U – je dom nekaterih najvišjih švedskih gora. Še bolj proti vzhodu se raztezajo barjanska in gozdnata vznožja Skandinavije, ki od Sjaunje do območja Muddus postajajo vse bolj planotasti. Te praktično nedotaknjene, z vodo bogate pokrajine so pogosto veliko težje dostopne kot gorske regije Laponije, ki jih prepreda rahla mreža delno dobro vzdrževanih pohodniških poti.
Neokrnjena pokrajina zavarovanega območja je dom bogate flore in favne, vključno s številnimi ogroženimi vrstami. Habitati segajo od borealnih iglavcev, v katerih prevladujeta smreka in rdeči bor, do gozdov breze (oblika gozdne tundre), značilnih za skandinavske gore, vse do subarktične gorske tundre, hribovja z gorskimi pobočji, bogatimi z balvani, prekritimi s travami, mahom in pritlikavim grmičevjem. Na zelo raznolikih tleh so tukaj prisotne vse rastline severnoevropskih gora. Laponija je dom največje celinske evropske populacije polarne lisice (čeprav je ta po svetovnih standardih zelo majhna). Med drugimi redkimi sesalci so rjavi medved, rosomah in ris. Volk pa tukaj nima žive populacije. To je predvsem posledica stoletnega lova Samijev, ki tradicionalno varujejo svoje severne jelene pred izgubami. Napol udomačeni severni jelen je daleč najpogostejši sesalec na tem območju. Posebej znan sesalec, katerega populacije se običajno množično povečujejo v nerednih intervalih, je gorski leming, glodavec, velik kot hrček. Tudi ptičjo favno predstavlja veliko redkih vrst, med pticami roparicami lahko na primer najdete planinske orle, belorepca in ribje orle.

## Galerija
- Laponia iz zraka
- Panorama
- Panorama
- Jezero Kårtejaure in potok Njabbejåkkå v narodnem parku Stora Sjöfallet
- Pokrajina blizu mesta Jokkmokk, Laponska
- Naravni rezervat Sjaunja
- Mourki, naravni rezervat Sjaunja

## Sami
Že od prazgodovine so na tem območju živeli polnomadski gorski Sami. Lov in ribolov sta bila osnova njihovega preživetja vse do srednjega veka. Ko je reja severnih jelenov postala glavni vir dohodka Samijev, so se prilagodili pašnim navadam živali. S čredami severnih jelenov so se selili na pašnike, ki so se spreminjali iz sezone v sezono. Še danes reja severnih jelenov sledi migracijskim gibanjem čred severnih jelenov. Ne le reja severnih jelenov, ampak tudi ročna dela so bila in ostajajo pomemben vir dohodka za prebivalstvo Samijev na območju svetovne dediščine.
Leta 2011 je WWF priznal združenje Laponiatjuottjudus. Po navedbah WWF je združenje razvilo pionirsko obliko skupnega upravljanja za Laponijo, ki bo omogočila, da si bodo odgovornost za to izjemno veliko zavarovano območje delile lokalne skupnosti Samijev, uprava okrožja Norrbotten in državna agencija za varstvo narave. To je privedlo do lokalno zasidranega sistema upravljanja, v katerem sta avtohtona kultura Sami in njihova reja severnih jelenov postala sestavni del.

## Turizem
Laponija vsako leto privabi številne ljubitelje narave. Čeprav je število obiskovalcev v tej oddaljeni in redko poseljeni divjini, ki nima pomembne infrastrukture, precej nižje kot na primer v Alpah, turizem predstavlja pomemben gospodarski dejavnik za regiji Jokkmokk in Gällivare. Zaradi promocije samijske kulture prek svetovne dediščine se je pojavilo več turističnih ponudb avtohtonega prebivalstva: pohodniške koče v Padjelanti na primer vzdržujejo Sami, mala samska turistična podjetja pa ponujajo različne dejavnosti v gorskih delih območja. Pričujoči dokazi o samski kulturi so v Laponiji ostali še posebej živahni: k temu prispeva prodaja tipičnih živil, kot so sušene ribe, meso severnih jelenov in ploščati kruh, pa tudi različni ročni izdelki pohodnikom in prevozi z ladjo po številnih jezerih. Na različnih mestih je mogoče nekaj časa bivati tudi v tradicionalnih samijskih šotnih kočah, čeprav večina Samijev zdaj te koče uporablja le kot skladišča.
Najpogostejša turistična uporaba Laponije je gorsko pohodništvo v obliki večdnevnih pohodov od koče do koče ali trekingov. Nesreče se dogajajo vsako leto, saj mnogi turisti podcenjujejo subarktične vremenske razmere in zelo velike razdalje od cest in naselij. Švedski pol nedostopnosti leži v narodnem parku Padjelanta: tukaj je najbližja cesta oddaljena približno 47 km zračne črte.

## Okoljska škoda in grožnje
Že leta 1919 je bil narodni park Stora Sjöfallet, ustanovljen le deset let prej, zaradi ekonomskih razlogov zmanjšan. Gradnja jezu Akkajaure je povzročila znatne spremembe v obvodnem pasu, kar je zaradi nihanja gladine vode (423–453 m) negativno vplivalo na vegetacijo. Od leta 2006 se povečujejo prizadevanja za raziskovanje rude v bližini območja svetovne dediščine: južno od Muddusa na primer britansko podjetje načrtuje gradnjo rudnika železove rude, severno od Sjaunje pa avstralska korporacija išče rudarske pravice na ogromnem nahajališču Ekströmsberg. Slednji projekt je bil doslej zavrnjen zaradi naravoslovnih razlogov, vendar bi lahko možnost dobička za provinco Norrbotten v prihodnosti privedla do novih ocen. Naravovarstveniki in rejci severnih jelenov se bojijo znatnih negativnih vplivov rudarjenja na rejo severnih jelenov in krhko naravno okolje.
Glede na študijo IUCN iz leta 2021 je največja grožnja za to naravno dediščino globalno segrevanje, ki povzroča vse večjo izgubo vrst. Laponija (nesorazmerno naraščajoče temperature v borealnem pasu) je bila uvrščena med »zelo ogrožene«: takoj za podnebnimi spremembami je priseljevanje invazivnih tujerodnih vrst na drugem mestu, turizem pa na tretjem.